# Gheorghe Medințu
Gheorghe Medințu (n. 8 februarie 1963, comuna Ștorobăneasa, județul Teleorman) este un controversat om de afaceri român, fost vicepreședinte al PSD Arad.
În februarie 2003 era unul dintre cei mai cunoscuți oameni de afaceri din Arad, deținând un ziar local (Agenda zilei - ediție de Arad), centre comerciale, un hotel, un restaurant, o stație de carburanți, afaceri în agricultură și derulând un proiect de construire a unui cartier de lux la ieșirea din municipiul Arad.

## Controverse
Gheorghe Medințu a fost arestat de procurorii Parchetului Național Anticorupție în februarie 2003, fiind acuzat de obținerea ilegală a unor credite de peste două mii de miliarde de lei vechi.
În circuit ar fi fost implicate mai multe firme ale lui Medințu, 13 unități bancare din Timișoara, Arad și București, precum și Agenția Comercială - Petrom Arad.
A fost trimis în judecată în august 2003, fiind acuzat de înșelăciune în formă calificată și continuată, utilizarea creditelor bancare în alte scopuri, asociere în vederea savârșirii de infractiuni și de dare de mită.
A fost ținut mai bine de un an în arest preventiv pe perioada procesului.
A fost cercetat și în cazurile asasinării în 2001 a polițistului Sașa Disici, și în cazul uciderii omului de afaceri și liderului de atunci al PSD Deva, Ovidiu Moldovan.